# 大間崎

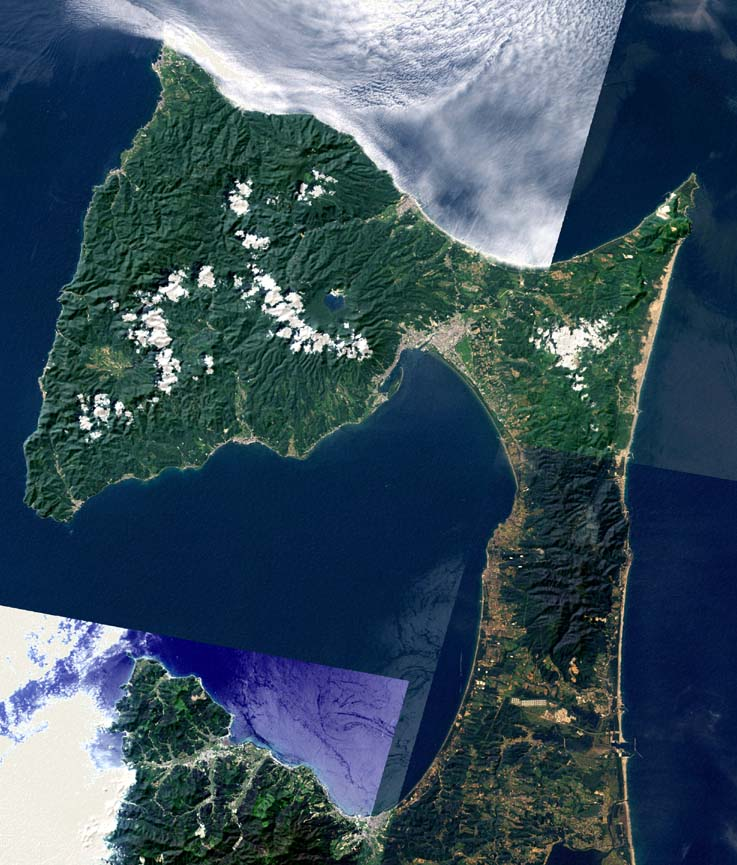
下北半島のランドサット衛星写真。スペースシャトル標高データ使用。大間崎は一番左上の岬。

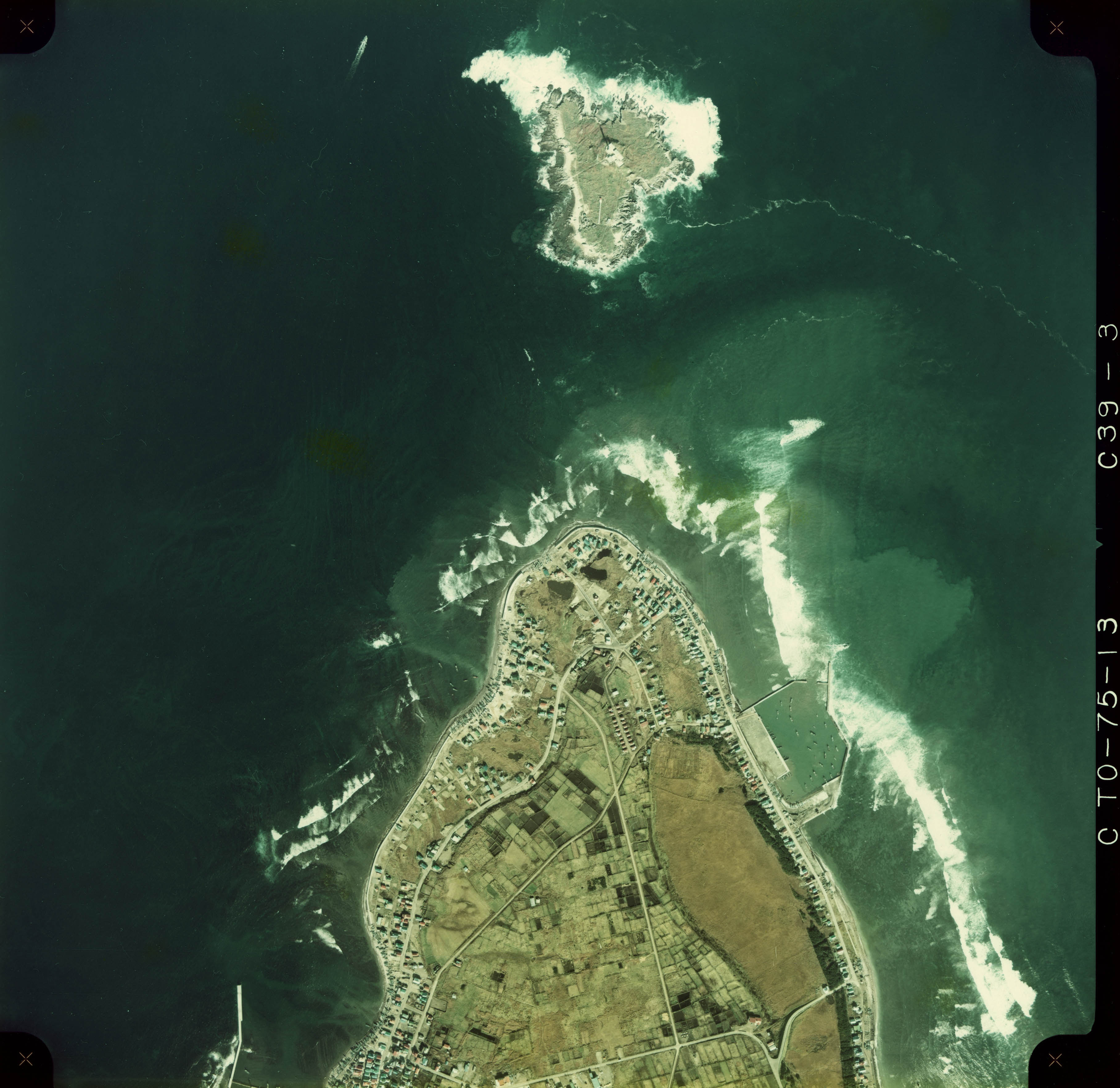
上の小島は弁天島

大間崎（おおまざき、おおまさき）は、青森県下北郡大間町にある本州最北端に位置する岬。晴れた日は津軽海峡をはさんで函館山から恵山岬にかけての北海道の海岸が目前に広がる。下北半島国定公園に指定されている。
座標: 北緯41度32分47秒 東経140度54分45秒 / 北緯41.54639度 東経140.91250度

## 地理

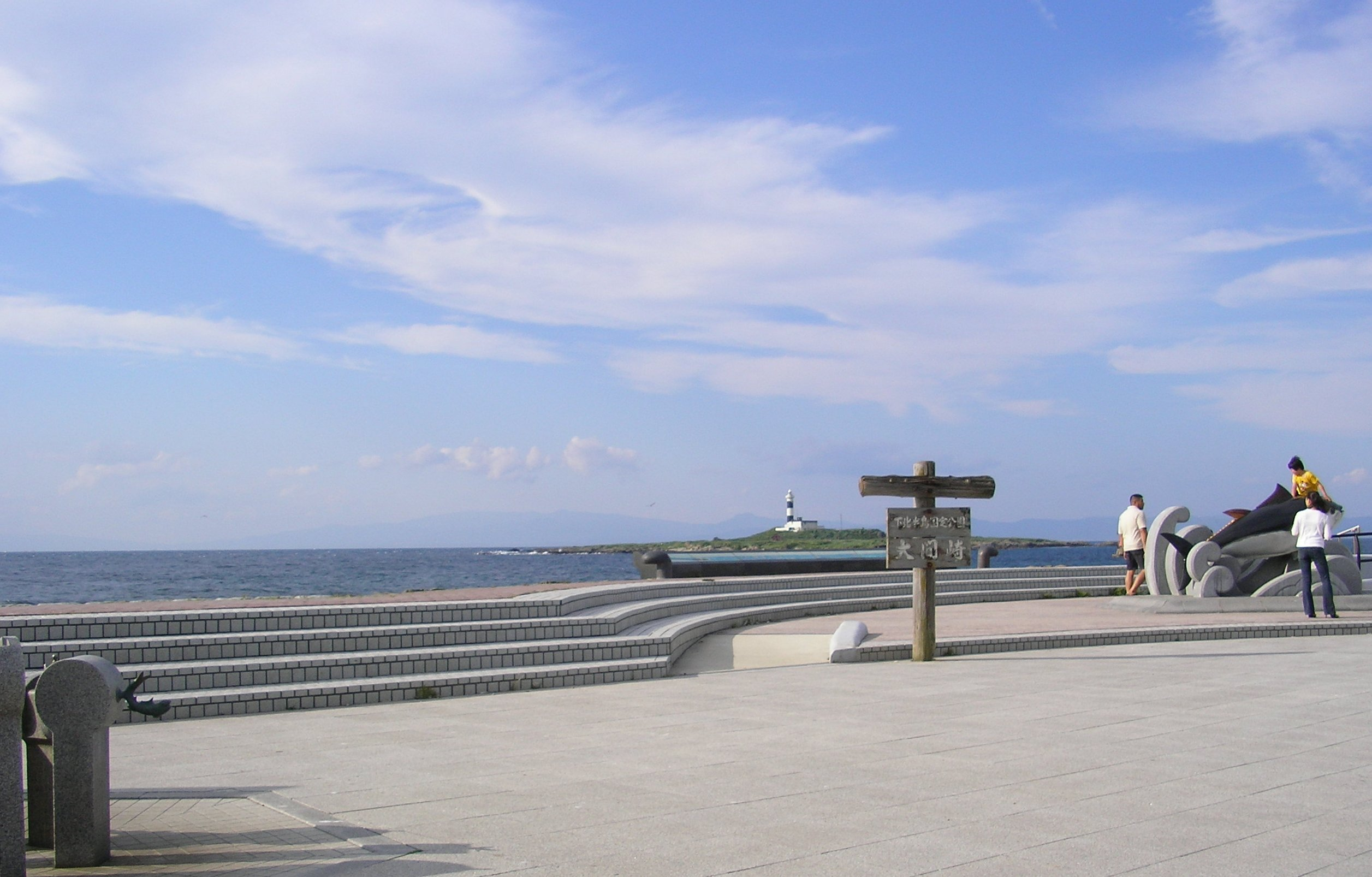
大間崎。沖合灯台と北海道を遠望する。2005年8月撮影

「まぐろ一本釣の町　おおま」のモニュメント

下北半島北端で津軽海峡に面する位置にあり、北緯41度33分・東経140度54分。対岸に位置する北海道の汐首岬との間は約17キロメートルほどで、本州・北海道間の最短地点である。なお、本州最北端にある大間崎は北海道最南端の白神岬より北に位置する。
岬には「ここ本州最北端の地」の石碑が建ち、一帯は公園として大規模に整備され、土産店や食堂が立ち並ぶなど観光地化が著しく、下北半島の東北側の端である尻屋崎とは対照的になっている。
岬南方には大間町の市街地及び大間漁港が展開する。潮流の速い地域であり、周辺は良好な漁場で、マグロの一本釣りの名所として知られる。

## 大間埼灯台
潮流の速い水道の「クキド瀬戸」で隔てられた沖合600メートルの弁天島に大間埼灯台が設置されている。

## アクセス
- 路線バス：JR大湊線下北駅から下北交通バス佐井線で約1時間40分、「大間崎」下車。
- フェリー：函館港から津軽海峡フェリーで大間港下船後、「根田内」から下北交通バス佐井線で約10分、「大間崎」下車。
- 高速船：青森港からシィラインで佐井港下船後、「佐井」から下北交通佐井線で約30分、「大間崎」下車。
- むつ市から国道279号で約1時間。
- むつ市脇野沢、佐井村方面からは風光明媚な国道338号（海峡ライン）がある。

## 大間崎を題材にした楽曲
- 津軽海峡大間崎（歌：神島悠介、作詞：秋山博紀、作曲：野村豊収、編曲：前田俊明）